# 알렉산드르 라디셰프

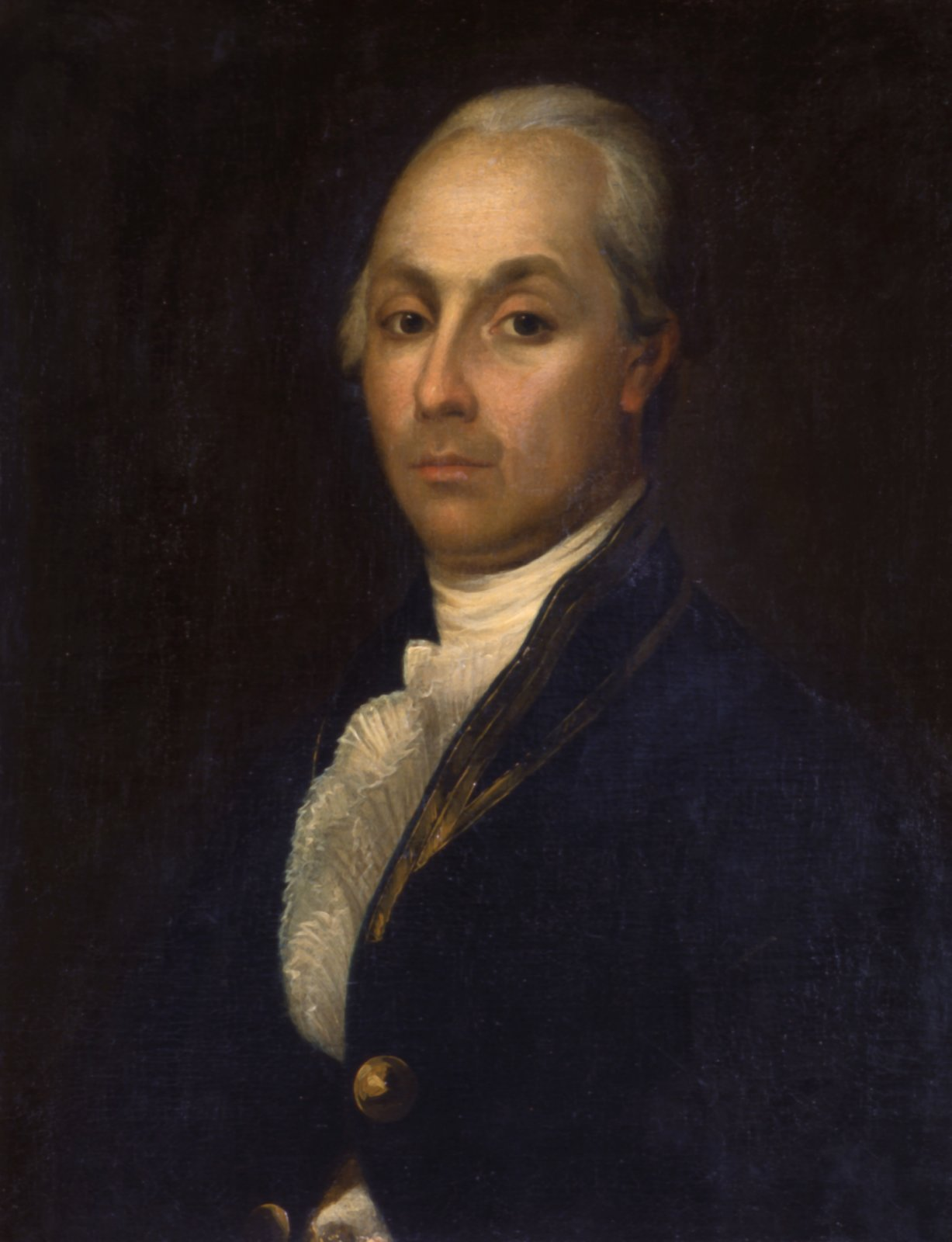

알렉산드르 라디셰프(러시아어: Алекса́ндр Никола́евич Ради́щев, 1749년 8월 31일 ~ 1802년 9월 24일)는 러시아의 소설가·사상가이다.
귀족 출신이다. 독일에 유학 중 루소, 헤르베티우스 등 혁명적 사상가의 영향을 받아, 귀국 후에는 송시 및 우화시를 쓰는 한편, 계몽주의자의 저작을 번역했다. 1790년 손수 인쇄소를 차리고 <상트페테르부르크에서 모스크바까지의 여행>을 간행했다. 이 책을 읽은 예카테리나 2세는 저자를 ‘푸가초프(당시의 농민혁명의 수령)를 능가하는 모반인’으로 단정, 즉각 체포해서 시베리아 유형을 선고했다.
여제가 죽은 후 파벨 1세에 의해 유형이 해제되고 그 후 법률개정을 위촉받았으나 얼마 안 가 자살했다.